# Rhynchetria damasales
Rhynchetria damasales är en fjärilsart som beskrevs av Klunder van Gijen 1913. Rhynchetria damasales ingår i släktet Rhynchetria och familjen Crambidae. Inga underarter finns listade i Catalogue of Life.